# Демюрен, Осаретин
Осаретин Афусат Демюрен (в девичестве — Лаваль; род. 18 апреля 1951 года в Бенин-Сити) — нигерийский банкир, председатель Guaranty Trust Bank, бывший директор Центрального банка Нигерии.

## Биография
Демюрен училась в школе для девочек Св. Марии Горетти. В 1969 году она получила стипендию федерального правительства и уехала учиться в СССР. Изначально она изучала русский язык в Киевском университете, а затем получила образование в Московском экономико-статистическом институте.
С 1976 года она работала в Центральном банке Нигерии, она работала в нескольких департаментах, включая отдел исследований, валютного контроля, биржевой торговли. В 1999 году она стала первой женщиной-директором в Центральном банке Нигерии. Она уволилась из банка 29 декабря 2009 года после 33 лет работы, с октября 2004 года она была директором отдела по подбору персонала. Она является членом нескольких профессиональных ассоциаций, включая Общество HR-менеджмента Америки, Нигерийскую статистическую ассоциацию, Институт управления персоналом Нигерии и Институт банкиров Нигерии. Она входит в правление Trust Fund Pensions Plc и LAPO Microfinance Bank Limited. В апреле 2013 года Демюрен вошла в совет директоров Guaranty Trust Bank, а в апреле 2015 года стала его председателем.
Она замужем за бывшим генеральным директором Национального управления гражданской авиации Нигерии, Гарольдом Демюреном. У пары шестеро детей. Она называет своими хобби чтение, также проводит много времени в местной церкви.